# Удженто
Удженто (итал. Ugento) — коммуна в Италии, располагается в регионе Апулия, в провинции Лечче.
Население составляет 12 037 человек (2008 г.), плотность населения составляет 123 чел./км². Занимает площадь 98 км². Почтовый индекс — 73059. Телефонный код — 0833.
Покровителем коммуны почитается  священномученик Викентий Сарагосский, празднование 22 января.

## Демография
Динамика населения:

## Администрация коммуны
- Официальный сайт: http://www.comune.ugento.le.it/